# Christian IV. (Oldenburg)
Graf Christian IV. von Oldenburg (urkundlich bezeugt 1302–1323) war Graf von Oldenburg. Er war der älteste Sohn des Grafen Johann II. aus dessen erster Ehe mit Elisabeth von Braunschweig-Lüneburg.

## Leben
Christian IV. beurkundete 1313 seine Bereitschaft, seine Herrschaft über Oldenburg mit seinem in dieser Urkunde erstmals erwähnten, noch unmündigen Halbbruder Konrad I. (bezeugt 1313–1347) teilen zu wollen. Hiermit entsprach er vermutlich einem Wunsch des Vaters, der dem ältesten Sohn aus seiner zweiten Ehe einen gleichen Anteil an der Herrschaft sichern wollte. Allerdings siegelte und beurkundete Konrad erst ab 1324 und damit nach Christians Tod. Ab 1316 teilte er seine Herrschaft darüber hinaus mit seinem Bruder Johann III. Beide bezeichnen sich 1317 auch als duces Frisonum, während sich Christian allein 1318 ductor Frisonum nennt, etwa „Schutzherr der Friesen“, um Herrschaftsansprüche über die friesischen Länder Östringen und Rüstringen zu dokumentieren. Eine tatsächliche, konkrete Oldenburger Herrschaft über diese Gebiete war aber nicht gegeben.
Verheiratet war Christian mit Hedwig von Altbruchhausen. Aus dieser Ehe ging eine Tochter Jutta hervor, die von 1348 bis 1367 als Priorin im Kloster Blankenburg nachgewiesen ist. Die Nachfolge in der Grafschaft wurde von Johann III. und Konrad I. gesichert.